# Polycentropus ichnusa
Polycentropus ichnusa är en nattsländeart som beskrevs av Malicky 1974. Polycentropus ichnusa ingår i släktet Polycentropus och familjen fångstnätnattsländor. Inga underarter finns listade i Catalogue of Life.